# マイウェイ出版
マイウェイ出版株式会社（Myway Publishing Co.,Ltd.）は、東京都新宿区矢来町に所在している日本の出版社。

## 概要
1999年6月9日設立。パズル雑誌を始めとして、一般向けムック本（芸能系(近年はK-POPなど韓流系が多い)、ゲーム攻略、写真集など）から成人向け雑誌・ムック本まで扱う。
2022年8月現在、株式会社メディアックスが経営権を所持しているため、代表者と住所が同一である。

## 刊行物

### 雑誌

#### パズル雑誌
- スケルトンセブン
- お絵かきタイム
- ナンプレ道場252問
- てんつなぎパズルライフ
- ナンプレ道場 免許皆伝
- 漢字てんつなぎ

#### 成年向け雑誌
- ニャン2倶楽部（コアマガジンより移籍）[1]

### 過去の雑誌
- 漫画ピンクタイム（三和出版より移籍）
- SMマニア（三和出版より移籍）
- SM秘小説 （三和出版より移籍）
- オトコノコ時代（2011年 - 2014年。三和出版『オトコノコ倶楽部』が改題・移籍）
- COMICダンガン（2005年。編集：ネオ出版。英知出版『COMIC男爵』（1996年 - 2005年）が改題・移籍（編集元は同じ））
- アローライフ(2008年4月号より2022年6月号[2]まで。茜新社より移籍)
- 本当にあったかなりひどい話（2016年 - 2018年）
- 芸能エンタメDASH!!

### ムック
- マイウェイムック

### コミックス
- マイウェイコミックス - 成人向け漫画中心。

## 関連会社
- メディアックス
- 曙出版
- 一水社
- 光彩書房
- かや書房